# Орандж (переписна місцевість, Массачусетс)
Орандж (англ. Orange) — переписна місцевість (CDP) в США, в окрузі Франклін штату Массачусетс. Населення — 3636 осіб (2020).

## Географія
Орандж розташований за координатами 42°36′4″ пн. ш. 72°17′44″ зх. д. / 42.60111° пн. ш. 72.29556° зх. д. (42.601134, -72.295516).  За даними Бюро перепису населення США в 2010 році переписна місцевість мала площу 15,70 км², з яких 15,52 км² — суходіл та 0,17 км² — водойми.

## Демографія
Згідно з переписом 2010 року, у переписній місцевості мешкало 4018 осіб у 1502 домогосподарствах у складі 1017 родин. Густота населення становила 256 осіб/км².  Було 1677 помешкань (107/км²).
Расовий склад населення:
| - 95,3 % — білих - 1,3 % — чорних або афроамериканців - 0,4 % — азіатів - 0,3 % — корінних американців - 1,0 % — осіб інших рас |

До двох чи більше рас належало 1,6 %. Частка іспаномовних становила 3,6 % від усіх жителів.
За віковим діапазоном населення розподілялося таким чином: 26,0 % — особи молодші 18 років, 63,3 % — особи у віці 18—64 років, 10,7 % — особи у віці 65 років та старші. Медіана віку мешканця становила 36,8 року. На 100 осіб жіночої статі у переписній місцевості припадало 98,2 чоловіків;  на 100 жінок у віці від 18 років та старших — 95,6 чоловіків також старших 18 років.
Середній дохід на одне домашнє господарство  становив 46 610 доларів США (медіана — 36 333), а середній дохід на одну сім'ю — 62 383 долари (медіана — 55 385). Медіана доходів становила 45 250 доларів для чоловіків та 42 625 доларів для жінок. За межею бідності перебувало 19,3 % осіб, у тому числі 20,4 % дітей у віці до 18 років та 20,3 % осіб у віці 65 років та старших.
Цивільне працевлаштоване населення становило 1674 особи. Основні галузі зайнятості: освіта, охорона здоров'я та соціальна допомога — 29,9 %, виробництво — 17,4 %, роздрібна торгівля — 9,8 %, фінанси, страхування та нерухомість — 8,7 %.